# Återförenade
Återförenade (originaltitel: Family Reunion) är en amerikansk komediserie på Netflix skapad av Meg DeLoatch som hade premiär den 10 juli 2019. I september samma år blev serien klar för en andra säsong, vilken hade premiär den 5 april 2021.

## Rollista
- Tia Mowry – Cocoa McKellan
- Anthony Alabi – Moz McKellan
- Talia Jackson – Jade McKellan
- Isaiah Russell-Bailey – Shaka McKellan
- Cameron J. Wright – Mazzi McKellan
- Jordyn Raya James – Ami McKellan
- Loretta Devine – M'Dear
- Richard Roundtree – Farfar (Jebediah "Jeb" McKellan)

### Mindre roller
- Warren Burke – Daniel
- Lexi Underwood – Ava
- Lindsey Da Sylveira – Mikayla
- Telma Hopkins – Maybelle
- Lance Alexander – Elvis
- Journey Carter – Renee

### Gästskådespelare
- Erica Ash – Grace
- Charlie Wilson – Sig själv
- Mark Curry – Rektor Glass
- Amanda Detmer – Haven Sheeks
- Jaleel White – Eric
- Tempestt Bledsoe – Katrina
- Noah Alexander Gerry – Drew
- DeLon Shaw – Missy
- Jackée Harry – Tant Dot
- Peri Gilpin – Daphne
- Kenya Moore – Sig själv (säsong 2)
- Akira Akbar – Brooke
- Bruce Bruce – Broder Davis (säsong 2)
- Willie Gault – Sig själv (säsong 2)
- Anika Noni Rose – Fröken Karen (säsong 2)
- Tahj Mowry – Herr Dean (säsong 2)
- Bella Podaras – Kelly-Ann (säsong 2)
- Monique Coleman – Ebony (säsong 2)
- Jadah Marie – Morgan (säsong 2)